# Anatolischer Tiger
Als Anatolischen Tiger (türkisch Anadolu Kaplanları) bezeichnet man – in Anlehnung an die asiatischen Tigerstaaten (Taiwan, Südkorea, Singapur und Hongkong) – das seit den 1980er und 1990er Jahren registrierte Phänomen des wirtschaftlichen Aufstiegs mehrerer größerer Städte und damit auch der urbanen Globalisierung in den türkischen Provinzen in Zentral- und Ostanatolien.  In den 2000er Jahren setzte sich der Begriff durch. Außerdem ist damit das aufstrebende kleine und mittlere Unternehmertum in Provinzhauptstädten wie Konya, Denizli und Kayseri gemeint.

## Entwicklung und Erklärungsansätze
Der marktwirtschaftlich ausgerichtete türkische Ministerpräsident Turgut Özal (ANAP) versuchte in seiner Regierungszeit, von 1983 bis 1989, bestehende oligarchische Strukturen, die mit der etablierten und die Großindustrie vertretenden Vereinigung türkischer Industrieller und Geschäftsleute TÜSİAD mit Schwerpunkt Istanbul und Ankara gewachsen waren, durch mehr Wettbewerb zu reformieren. Dazu wurden in einigen Unternehmen neuere Führungstechniken angewandt, die auch zu einer veränderten Unternehmenskultur führten. Die Konkurrenzorganisation MÜSİAD entstand 1990. Sie wurde anfangs insbesondere durch islamische Parteien wie die Refah Partisi und Fazilet Partisi im Umfeld der Millî-Görüş-Bewegung unterstützt. Später gab es enge Verbindungen mit der konservativen AKP um den derzeitigen Ministerpräsidenten Recep Tayyip Erdoğan.
Mitte der 1990er Jahre griff die Presse das Phänomen auf. So porträtierte 1996 die konservative türkische Tageszeitung Milliyet in einer Reihe die folgenden Städte als „anatolische Tiger“: Amasya, Çankırı, Çorum, Denizli, Gaziantep, Kahramanmaraş, Kastamonu, Kayseri, Malatya, Niğde, Samsun, Şanlıurfa, Trabzon, Tokat, Uşak und Van.
Im folgenden wissenschaftlichen und medialen Diskurs wurde die Begrifflichkeit ursächlich mit der finanziellen Ressource, dem auch in der Türkei verbreiteten Finanzinstrument „Grünes Kapital“ bzw. „Islamisches Kapital“ in Verbindung gebracht.
2005 wurde in einer Studie der Denkfabrik der Europäischen Stabilitätsinitiative (ESI) aus Sarajevo alternativ zum etablierten Begriff von „Islamic Calvinists“ (vgl. Max Webers Die protestantische Ethik und der Geist des Kapitalismus) gesprochen. Der Wachstumsstandort Kayseri in Zentralanatolien wurde in dieser Studie unter den fünf Gesichtspunkten Endogenes Wachstum, Neue Unternehmensethik, Bildungsschwerpunkt, pragmatische Lösungen in Bezug auf Finanzierung und Rolle der Frau untersucht.
Der türkische Ökonom Şevket Pamuk versuchte etwas unbestimmt das Phänomen mit der türkischen Rückbesinnung auf osmanische Wirtschafts- und Handelsgrundsätze zu erklären. Andere Soziologen verfolgten einen ähnlichen Ansatz.